# راسيل بلير
راسيل بلير (بالإنجليزية: Russell Blair)‏ هو سياسي أمريكي، ولد في 1 أكتوبر 1907 في الولايات المتحدة، وتوفي بنفس المكان في 12 مارس 1994. حزبياً، نشط في الحزب الديمقراطي. وقد انتخب عضو مجلس نواب بنسيلفانيا.